# Карамазор
Карамазо́р (Кара-Мазар, Карамазар) — горный хребет в составе Западного Тянь-Шаня. Расположен на территории Таджикистана. Представляет собой юго-западный отрог Кураминского хребта.
Длина хребта Карамазор составляет около 60 км. Высота гор — до 2000 м.
Горный хребет сложен метаморфическими сланцами, песчаниками, гранитами.
На склонах произрастают пырей и другая степная растительность, а также ксерофиты.
В горах осуществляется добыча полиметаллических руд и руд редких металлов, плавикового шпата. В предгорьях располагаются город Истиклол (ранее Табошар) и посёлок городского типа Кансай.

## История
В горах имелись многочисленные следы древних горных выработок. По данным археологических исследований установлено, что большинство выработок относится к IX-X вв. н.э. к периоду арабского завоевания Средней Азии. Основным объектом добычи являлось серебро использовавшееся для выплавки монет.  Монеты выплавленные из серебра добытого в этих рудниках отмечены в Армении и даже в Финляндии и Дании.